# Transcaucásia

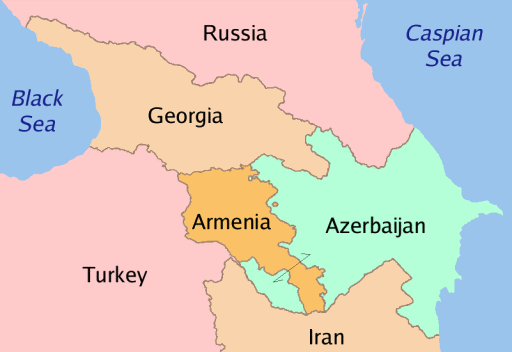
Mapa da Transcaucásia.

A Transcaucásia, ou Cáucaso do Sul, é uma região do Cáucaso que compreende as repúblicas atuais da Arménia, Geórgia e Azerbaijão.
Por duas ocasiões a região esteve unida num só estado nacional. Durante a guerra civil russa, formou-se a Federação Transcaucasiana (de 9 de abril a 26 de maio de 1918) e durante a existência da União Soviética como República Socialista Federativa Soviética Transcaucasiana (de 12 de março de 1922 a 5 de dezembro de 1936).